# Torneo de Candidatas 1977
El Torneo de Candidatas de 1977 fue un torneo de ajedrez entre ocho jugadoras para decidir la retadora para el Campeonato Mundial Femenino de Ajedrez de 1978. El torneo se llevó a cabo en mayo de 1977 y febrero de 1978, mientras que el Campeonato Mundial está programado para agosto de 1978. 

## Participantes
| Título                   | Jugadora                      | Método de Clasificación                    | Notas                                                  |
| Torneo de Candidatas     | Torneo de Candidatas          | Torneo de Candidatas                       | Torneo de Candidatas                                   |
| ------------------------ | ----------------------------- | ------------------------------------------ | ------------------------------------------------------ |
| WIM                      | Nana Alexandria               | Finalista del Torneo de Candidatas 1974    |                                                        |
| WIM                      | Irina Levitina                | Finalista del Torneo de Candidatas 1974    |                                                        |
| Interzonal de Tiflis     |                               |                                            |                                                        |
| WIM                      | Valentina Kozlovskaya         | Semfinalista del Torneo de Candidatas 1974 |                                                        |
| WIM                      | Marta Litynskaya-Shul         | Semfinalista del Torneo de Candidatas 1974 |                                                        |
|                          | Katarina Jovanovic-Blagojevic | Zonal Europeo 1                            | No arribó                                              |
| WIM                      | Brigitte Hoffmann             | Zonal Europeo 1                            |                                                        |
|                          | Petra Feustel                 | Zonal Europeo 1                            |                                                        |
| WIM                      | Gertrude Baumstark            | Zonal Europeo 1                            |                                                        |
| WIM                      | Elena Fatalibekova            | Zonal Soviético                            |                                                        |
|                          | Diane Savereide               | Zonal EE. UU.                              |                                                        |
|                          | Smilja Vujosevic              | Zonal Canadiense                           |                                                        |
|                          | P. Yadollahi                  | Zonal Asiático Oeste                       | No arribó                                              |
|                          | Narelle Kellner               | Zonal Asiático Pacífico                    |                                                        |
| WIM                      | Mária Ivánka                  | Nominada por la FIDE                       |                                                        |
| WIM                      | Tatiana Zatulovskaya          | Reemplazo                                  |                                                        |
| WIM                      | Maia Chiburdanidze            | Reemplazo                                  |                                                        |
| Interzonal de Roosendaal |                               |                                            |                                                        |
| WIM                      | Tatiana Lemachko              | Zonal Europeo 2                            |                                                        |
| WIM                      | Zsuzsa Verõci                 | Zonal Europeo 2                            |                                                        |
| WIM                      | Alexandra Van Der Mije        | Zonal Europeo 2                            |                                                        |
| WIM                      | Milunka Lazarevic             | Zonal Europeo 2                            |                                                        |
| WIM                      | Jana Hartstone                | Zonal Europeo 2                            |                                                        |
|                          | Ludmila Belavenets            | Zonal Soviético                            |                                                        |
|                          | Tatiana Formina               | Zonal Soviético                            |                                                        |
|                          | Lyubov Sherbina               | Zonal Soviético                            | Cambió su sexo y dejó de competir en torneos femeninos |
| WIM                      | Elena Akhmilovskaya           | Zonal Soviético                            |                                                        |
| WIM                      | Ruth Orton                    | Zonal EE. UU.                              |                                                        |
|                          | Ilse De Caro                  | Zonal Centroamérica                        |                                                        |
|                          | Maria Cristina Oliveira       | Zonal Sudamérica                           |                                                        |
|                          | Rita Gramignani               | Zonal África-Mediterraneo                  |                                                        |
| WIM                      | Ala Kushnir                   | Nominada por la FIDE                       |                                                        |
| WIM                      | Corry Vreeken                 | Local                                      |                                                        |

## Interzonales
Los Interzonales se disputaron en las ciudades de Tiflis y Roosendaal entre noviembre y diciembre de 1976. Se disputaron mediante un sistema de todas contra todas donde las tres primeras clasificarían al torneo de candidatas. En caso de empate, se jugaría un desempate entre las jugadoras empatadas.
En el intezonal de Roosendaal, el desempate por el tercer lugar dio como vencedora a Lemachko 4½-3½
| pos.  | Nombre                 | Elo  | 1 | 2 | 3 | 4 | 5 | 6 | 7 | 8 | 9 | 10 | 11 | pts |
| ----- | ---------------------- | ---- | - | - | - | - | - | - | - | - | - | -- | -- | --- |
| 1.    | Fatalibekova, Elena    | 2285 | ● | ½ | 1 | ½ | ½ | ½ | ½ | 1 | ½ | 1  | 1  | 7   |
| 2.-3. | Chiburdanidze, Maia    | 2220 | ½ | ● | 1 | 0 | ½ | 1 | 1 | ½ | 1 | ½  | ½  | 6½  |
| 2.-3. | Kozlovskaya, Valentina | 2295 | 0 | 0 | ● | 1 | 1 | ½ | ½ | 1 | 1 | ½  | 1  | 6½  |
| 4.-5. | Litinskaya, Marta      | 2290 | ½ | 1 | 0 | ● | 1 | ½ | ½ | ½ | 0 | 1  | 1  | 6   |
| 4.-5. | Ivánka, Mária          | 2320 | ½ | ½ | 0 | 0 | ● | ½ | 1 | ½ | 1 | 1  | 1  | 6   |
| 6.    | Zatulovskaya, Tatiana  | 2240 | ½ | 0 | ½ | ½ | ½ | ● | 0 | ½ | 1 | ½  | 1  | 5   |
| 7.-8. | Feustel, Petra         | 2105 | ½ | 0 | ½ | ½ | 0 | 1 | ● | ½ | ½ | 0  | 1  | 4½  |
| 7.-8. | Baumstark, Gertrude    | 2210 | 0 | ½ | 0 | ½ | ½ | ½ | ½ | ● | ½ | 1  | ½  | 4½  |
| 9.    | Hofmann, Brigitte      | 2185 | ½ | 0 | 0 | 1 | 0 | 0 | ½ | ½ | ● | ½  | 1  | 4   |
| 10.   | Savereide, Diane       | 2165 | 0 | ½ | ½ | 0 | 0 | ½ | 1 | 0 | ½ | ●  | 0  | 3   |
| 11.   | Kellner, Narelle       | 2000 | 0 | ½ | 0 | 0 | 0 | 0 | 0 | ½ | 0 | 1  | ●  | 2   |
| 12.   | Vujosevic, Smilja      | 2120 | 0 | - | 0 | - | - | - | - | - | 0 | 0  | 0  | -   |

| pos.  | Nombre                   | Elo  | 1 | 2 | 3 | 4 | 5 | 6 | 7 | 8 | 9 | 10 | 11 | 12 | 13 | 14 | pts |
| ----- | ------------------------ | ---- | - | - | - | - | - | - | - | - | - | -- | -- | -- | -- | -- | --- |
| 1.-2. | Akhmylovskaya, Elena     | 2230 | ● | ½ | 0 | 1 | ½ | 1 | ½ | ½ | 1 | 1  | ½  | 1  | 1  | 1  | 9½  |
| 1.-2. | Kushnir, Alla            | 2365 | ½ | ● | ½ | 0 | 1 | ½ | ½ | 1 | 1 | 1  | 1  | ½  | 1  | 1  | 9½  |
| 3.-4. | Van der Mije, Alexandra  | 2295 | 1 | ½ | ● | 1 | ½ | ½ | 1 | ½ | ½ | 0  | ½  | 1  | 1  | 1  | 9   |
| 3.-4. | Lemachko, Tatiana        | 2330 | 0 | 1 | 0 | ● | 0 | 1 | ½ | 1 | 1 | 1  | ½  | 1  | 1  | 1  | 9   |
| 5.    | Verőci, Zsuzsa           | 2275 | ½ | 0 | ½ | 1 | ● | ½ | 1 | 0 | ½ | 1  | ½  | 1  | 1  | 1  | 8½  |
| 6.    | Hartston, Jana           | 2230 | 0 | ½ | ½ | 0 | ½ | ● | ½ | 1 | ½ | ½  | 1  | ½  | 1  | 1  | 7½  |
| 7.    | Belavenets, Ludmila      | 2165 | ½ | ½ | 0 | ½ | 0 | ½ | ● | ½ | ½ | 1  | 1  | ½  | ½  | 1  | 7   |
| 8.-9. | Fomina, Tatiana          | 2125 | ½ | 0 | ½ | 0 | 1 | 0 | ½ | ● | 0 | 1  | ½  | ½  | 1  | 1  | 6½  |
| 8.-9. | Lazarević, Milunka       | 2200 | 0 | 0 | ½ | 0 | ½ | ½ | ½ | 1 | ● | 0  | ½  | 1  | 1  | 1  | 6½  |
| 10.   | Vreeken, Corry           | 2155 | 0 | 0 | 1 | 0 | 0 | ½ | 0 | 0 | 1 | ●  | 1  | ½  | 1  | ½  | 5½  |
| 11.   | Orton, Ruth              | 2090 | ½ | 0 | ½ | ½ | ½ | 0 | 0 | ½ | ½ | 0  | ●  | 1  | 0  | 1  | 5   |
| 12.   | Oliveira, Maria Cristina |      | 0 | ½ | 0 | 0 | 0 | ½ | ½ | ½ | 0 | ½  | 0  | ●  | 1  | ½  | 4   |
| 13.   | De Caro, Ilse            | 1920 | 0 | 0 | 0 | 0 | 0 | 0 | ½ | 0 | 0 | 0  | 1  | 0  | ●  | 1  | 2½  |
| 14.   | Gramignani, Rita         |      | 0 | 0 | 0 | 0 | 0 | 0 | 0 | 0 | 0 | ½  | 0  | ½  | 0  | ●  | 1   |

## Torneo de candidatas
El torneo de candidatas se disputó en tres fechas. Los cuartos de final se disputaron entre el mayo y julio de 1977 y las semifinales se disputaron entre septiembre y octubre de 1977, mientras que la final se disputó entre el 22 de enero y el 2 de marzo de 1978. Los cuartos de final se disputaron a la mejor de 10 partidas, mientras que las semifinales y la final se disputaron a la mejor de 12.
|  | Cuartos de final      | Cuartos de final |                     |                    | Semifinales | Semifinales |  |                    | Final | Final |  |
|  |                       |                  |                     |                    |             |             |  |                    |       |       |  |
|  |                       |                  |                     |                    |             |             |  |                    |       |       |  |
|  | Maia Chiburdanidze    | 5½               |                     |                    |             |             |  |                    |       |       |  |
|  | Maia Chiburdanidze    | 5½               |                     |                    |             |             |  |                    |       |       |  |
|  | Nana Alexandria       | 4½               |                     |                    |             |             |  |                    |       |       |  |
|  | Nana Alexandria       | 4½               |                     | Maia Chiburdanidze | 6½          |             |  |                    |       |       |  |
|  |                       |                  |                     | Maia Chiburdanidze | 6½          |             |  |                    |       |       |  |
|  |                       |                  | Elena Akhmilovskaya | 5½                 |             |             |  |                    |       |       |  |
|  | Elena Akhmilovskaya   | 6½               | Elena Akhmilovskaya | 5½                 |             |             |  |                    |       |       |  |
|  | Elena Akhmilovskaya   | 6½               |                     |                    |             |             |  |                    |       |       |  |
|  | Tatiana Lemachko      | 5½               |                     |                    |             |             |  |                    |       |       |  |
|  | Tatiana Lemachko      | 5½               |                     |                    |             |             |  | Maia Chiburdanidze | 7½    |       |  |
|  |                       |                  |                     |                    |             |             |  | Maia Chiburdanidze | 7½    |       |  |
|  |                       |                  | Ala Kashnir         | 6½                 |             |             |  |                    |       |       |  |
|  | Ala Kushnir           | 6                | Ala Kashnir         | 6½                 |             |             |  |                    |       |       |  |
|  | Ala Kushnir           | 6                |                     |                    |             |             |  |                    |       |       |  |
|  | Irina Levitina        | 3                |                     |                    |             |             |  |                    |       |       |  |
|  | Irina Levitina        | 3                |                     | Ala Kashnir        | 6½          |             |  |                    |       |       |  |
|  |                       |                  |                     | Ala Kashnir        | 6½          |             |  |                    |       |       |  |
|  |                       |                  | Elena Fatalibekova  | 3½                 |             |             |  |                    |       |       |  |
|  | Elena Fatalibekova    | 6                | Elena Fatalibekova  | 3½                 |             |             |  |                    |       |       |  |
|  | Elena Fatalibekova    | 6                |                     |                    |             |             |  |                    |       |       |  |
|  | Valentina Kozlovskaya | 2                |                     |                    |             |             |  |                    |       |       |  |
|  | Valentina Kozlovskaya | 2                |                     |                    |             |             |  |                    |       |       |  |
|  |                       |                  |                     |                    |             |             |  |                    |       |       |  |

### Cuartos de final
|               | Elo  | 1 | 2 | 3 | 4 | 5 | 6 | 7 | 8 | 9 | 10 | D1 | D2 | Total |
| ------------- | ---- | - | - | - | - | - | - | - | - | - | -- | -- | -- | ----- |
| Lemachko      | 2335 | ½ | 0 | ½ | ½ | ½ | ½ | 1 | ½ | 1 | 0  | 0  | ½  | 5½    |
| Akhmilovskaya | 2245 | ½ | 1 | ½ | ½ | ½ | ½ | 0 | ½ | 0 | 1  | 1  | ½  | 6½    |

|          | Elo  | 1 | 2 | 3 | 4 | 5 | 6 | 7 | 8 | 9 | 10 | Total |
| -------- | ---- | - | - | - | - | - | - | - | - | - | -- | ----- |
| Levitina | 2325 | 0 | 0 | ½ | 0 | 0 | ½ | 1 | 1 | 0 |    | 3     |
| Kushnir  | 2390 | 1 | 1 | ½ | 1 | 1 | ½ | 0 | 0 | 1 |    | 6     |

|              | Elo  | 1 | 2 | 3 | 4 | 5 | 6 | 7 | 8 | 9 | 10 | Total |
| ------------ | ---- | - | - | - | - | - | - | - | - | - | -- | ----- |
| Kozlovskaya  | 2335 | 0 | 0 | ½ | ½ | 0 | ½ | ½ | 0 |   |    | 2     |
| Fatalibekova | 2270 | 1 | 1 | ½ | ½ | 1 | ½ | ½ | 1 |   |    | 6     |

|               | Elo  | 1 | 2 | 3 | 4 | 5 | 6 | 7 | 8 | 9 | 10 | Total |
| ------------- | ---- | - | - | - | - | - | - | - | - | - | -- | ----- |
| Chiburdanidze | 2235 | ½ | 1 | 0 | ½ | 0 | 1 | ½ | ½ | 1 | ½  | 5½    |
| Alexandria    | 2270 | ½ | 0 | 1 | ½ | 1 | 0 | ½ | ½ | 0 | ½  | 4½    |

### Semifinales
|               | Elo  | 1 | 2 | 3 | 4 | 5 | 6 | 7 | 8 | 9 | 10 | 11 | 12 | Total |
| ------------- | ---- | - | - | - | - | - | - | - | - | - | -- | -- | -- | ----- |
| Akhmilovskaya | 2245 | 1 | 0 | ½ | 0 | ½ | 1 | ½ | ½ | 1 | 0  | 0  | ½  | 5½    |
| Chiburdanidze | 2235 | 0 | 1 | ½ | 1 | ½ | 0 | ½ | ½ | 0 | 1  | 1  | ½  | 6½    |

|              | Elo  | 1 | 2 | 3 | 4 | 5 | 6 | 7 | 8 | 9 | 10 | Total |
| ------------ | ---- | - | - | - | - | - | - | - | - | - | -- | ----- |
| Kushnir      | 2390 | 1 | 1 | ½ | 0 | ½ | ½ | 0 | 1 | 1 | 1  | 5½    |
| Fatalibekova | 2270 | 0 | 0 | ½ | 1 | ½ | ½ | 1 | 0 | 0 | 0  | 2½    |

### Final
|               | Elo  | 1 | 2 | 3 | 4 | 5 | 6 | 7 | 8 | 9 | 10 | 11 | 12 | 13 | 14 | Total |
| ------------- | ---- | - | - | - | - | - | - | - | - | - | -- | -- | -- | -- | -- | ----- |
| Chiburdanidze | 2235 | ½ | 1 | ½ | 1 | 1 | 0 | ½ | ½ | ½ | 0  | 1  | 0  | ½  | ½  | 7½    |
| Kushnir       | 2390 | ½ | 0 | ½ | 0 | 0 | 1 | ½ | ½ | ½ | 1  | 0  | 1  | ½  | ½  | 6½    |